# Petr Borkovec
Petr Borkovec (* 17. dubna 1970 Louňovice pod Blaníkem) je český básník, překladatel a publicista.

## Životopis
V roce 1988 absolvoval pražské Gymnázium Jana Keplera, pak studoval obor český jazyk a literatura na Filozofické fakultě Univerzity Karlovy; studium nedokončil.
Od roku 1992 je redaktorem revue pro literaturu a kulturu Souvislosti. Pracoval jako korektor v deníku MF Dnes, redaktor beletrie v Nakladatelství Lidové noviny (1995–1997), vedl týdenní přílohu deníku Lidové noviny Umění a kritika (1998–1999), pracoval jako redaktor Literárních novin (2000–2001). Nyní žije jako svobodný spisovatel a překladatel poezie.
Jeho básně byly přeloženy téměř do všech evropských jazyků; knižně publikoval v Rakousku a Itálii. Sám překládá převážně z ruské poezie 20. století.

## Dílo

### Básnické sbírky
- Prostírání do tichého, Pražská imaginace, 1990
- Poustevna, věštírna, loutkárna, Mladá fronta, 1991
- Ochoz, Mladá fronta, 1994
- Mezi oknem, stolem a postelí, Český spisovatel, 1996
- Polní práce, Mladá fronta, 1998
- A. B. A. F., Opus, 2002 – volný cyklus dvanácti básní
- Needle-book, Paseka, 2003
- Vnitrozemí, Fra, 2005 – kniha zahrnuje šest předchozích sbírek, které byly autorem nově přehlédnuty a upraveny i zcela nové básně
- Berlínský sešit/ Zápisky ze Saint-Nazaire, Fra, 2008
- Milostné básně, Fra, 2012
- Herbář k čemusi horšímu, Fra, 2018
- Básně, Fra, 2023 – kniha zahrnuje tři předchozí sbírky

### Povídky
- Lido di Dante, Fra, 2017[1]
- Petříček Sellier & Petříček Bellot, Fra, 2019
- Sebrat klacek, Fra, 2021[2]

### Antologie, sborníky
- Krajiny milosti. Antologie české duchovní lyriky XX. století, 1994
- Sborník k pětasedmdesátinám Ivana Slavíka, 1995
- Rozvláčná vyjádření radosti, Fra, 2016

### Překlady
- U řek babylónských, Torst, 1996 – antologie ruské emigrační poezie
- Sofoklés: Král Oidipús, premiéra HaDivadlo 1998, knižně Větrné mlýny 1999 – překlad spolu s Matyášem Havrdou
- Jasná luna v prázdných horách, Paseka, 2001 – antologie klasické korejské poezie (spolu s Vladimírem Puckem)
- Aischylos: Oresteia, premiéra a vydání překladu v pražském Národním divadle 18. června 2002 – překlad spolu s Matyášem Havrdou
- Vladimir Nabokov: Ut pictura poesis, Triáda, 2002) – překlad spolu s Jaroslavem Kabíčkem
- Vladislav Chodasevič: Těžká lyra, Opus, 2004 – přeložili Petr Borkovec (básně) a Miluše Zadražilová (eseje)
- Jurij Odarčenko: Verše do alba, Fra, 2005
- Jevgenij Rejn: Bylo, byli, byla, byl…, Opus, 2005
- Eurípidés: Bakchantky, premiéra Stavovské divadlo 2023 – překlad spolu s Matyášem Havrdou

Časopisecky publikoval mj. básně Zinaidy Gippiusové, Georgije Ivanova, Josifa Brodského.

## Ocenění
- 1995 – Cena Jiřího Ortena za rok 1994 za sbírku Ochoz
- 2001 – německá Cena Huberta Burdy (Hubert-Burda-Preis) a jihotyrolská Cena Norberta C. Kasera (Norbert-C.-Kaser-Preis) za německý překlad sbírky Polní práce
- 2002 – Prémie Tomáše Hrácha za překlad Oresteie (s M. Havrdou)
- 2004 – Cena Josefa Jungmanna (hlavní tvůrčí odměna) za překlad básnické části díla Vladislava Chodaseviče Těžká lyra
- 2019 – Nominace Moleskine Litera za poezii za sbírku Herbář k čemusi horšímu
- 2020 – Nominace Palmknihy Litera za prózu za knihu Sebrat klacek[3]
- 2020 – Časopis A2 zařadil jeho knihu Wernisch do českého literárního kánonu po roce 1989, tedy do výběru nejdůležitějších českých knih v období třiceti let od sametové revoluce.[4]